# Paso de los Novillos
Paso de los Novillos o Los Novillos es una localidad uruguaya del departamento de Tacuarembó.

## Ubicación
La localidad se encuentra situada en la zona centro del departamento de Tacuarembó, al sur del arroyo Tacuarembó Chico, próximo al paso del mismo nombre, con acceso por camino vecinal 14 km al este desde la ruta 59 a la altura del km 62. Dista 50 km de la ciudad de Tacuarembó.

## Toponimia
Debe su nombre al paso sobre el arroyo Tacuarembó Chico, que lleva este nombre, el cual era paso obligado para las tropas de ganado.